# 리그 1
리그 1,(프랑스어: Ligue 1→제1 리그)은 공식적으로 협찬사의 명칭을 따 리그 1 맥도날드(프랑스어: Ligue 1 McDonald's)로 불리는, 프랑스의 남자 프로 구단들이 참가하는 축구 리그로, 국내 최고의 축구 대회이다. 프랑스 프로축구연맹(Ligue de Football Professionnel)이 주관하는 리그 1은 18개 구단이 참가하며 승강제에 따라 매년 리그 2와 일부 구단들이 맞바뀐다.
시즌은 8월에 개막해 5월에 막이 내린다. 각 구단은 서로 안방과 원정에서 한 차례씩 경기를 치르며, 각 구단은 한 시즌 동안 34경기를 치른다. 대부분의 경기는 토요일과 일요일에 진행되며, 일부는 주중에 진행된다. 시즌은 성탄절이 낀 바로 전 주에 중단되어 2주의 휴식기 후에 1월 2째주에 재개한다. 2021년을 기점으로, 리그 1은 잉글랜드 프리미어리그, 스페인 라 리가, 이탈리아 세리에 A, 그리고 독일 분데스리가에 이어 유럽 5위 리그에 올라 있다.
리그 1은 1932년 9월 11일에 나시오날(National, 전국 리그)의 명칭으로 출범해 1년 만에 디비시옹 1(Division 1, 1부 리그)의 명칭으로 개칭되었다. 해당 명칭으로 2002년까지 진행되었고, 이후 현재의 명칭으로 리그명이 바뀌었다. 파리 생제르맹은 12번의 리그 우승을 거둔 최다 우승 구단이며, 리옹은 2002년부터 2008년까지 7차례 연속으로 우승한 최다 연속 구단이다. 리그 1에 72 시즌을 참가한 마르세유는 가장 많은 1부 리그 시즌에 참가한 구단이며, 파리 생제르맹은 1947년부터 현재까지 49시즌 연속으로 1부 리그에 참가한 현재 1부 리그 최장 기간 잔류 구단이다. 낭트는 1994-95 시즌에 32경기 무패를 기록한 것 외에도 단 1패만을 허용해 단일 시즌 최소 패배를 기록했다. 낭트는 또한 최다 안방 경기 무패 기록도 세웠는데, 1976년 5월부터 1981년 4월까지 92경기 중 단 한 번도 패하지 않았다.
가장 최근에 우승을 거둔 구단은 파리 생제르맹으로, 2023-24 시즌에 정상을 밟았다. 리그는 프랑스 국경 밖의 구단이 몇 차례 우승한 적이 있는데, 모나코가 그 주인으로, 그에 따라 리그 1은 국경을 초월한 비(非)단일국 리그이기도 하다.
리그 1은 2023-24 시즌에 참가 구단 수를 18개로 줄이기로 결정했다.

## 역사

### 출범
프랑스 축구가 프로 스포츠로 전향한 계기는 1930년 7월로, 프랑스 축구 연맹의 전국 회의에서 128 대 20으로 프로 무대 전향에 찬성하면서였다. 프랑스 프로 축구의 출범 주역은 조르주 베루, 에마뉘엘 강바르데야, 그리고 가브리엘 아노였다. 프로 축구는 1932년에 공식적으로 도입되었다.
프랑스에 프로 축구를 성공적으로 정착시키기 위해, 연맹은 리그 참가 구단 수를 20개로 제한했다. 리그에 참가하기 위해 구단은 다음 3가지 조건을 만족해야 했다:
- 참가할 구단은 과거에도 준수한 성적을 거두어야 한다.
- 참가할 구단은 수지타산을 맞출 수 있어야 한다.
- 참가할 구단은 최소 8명의 프로 선수들을 영입할 수 있어야 한다.

스트라스브루, 루베, 아미앵, 그리고 스타드 프랑세 등의 다수의 구단은 주관적이 조건에 반발을 표했고, 렌은 파산의 우려로, 리유와는, 이해충돌로 프로 구단 전환을 꺼렸다. 북부 리그 회장을 겸임하던 앙리 조리 리유와 회장 또한 리그가 폐지될 것을 우려했고, 기존 리그를 2부 리그로 편입할 것을 제안했다. 결국, 북부의 다수 구단을 어렵게 설득한 끝에 다수의 구단이 프로 지위를 취득했다. 스트라스부르, 루베, 아미앵은 새로 출범하는 리그 참가를 거부했고, 이와 대조되게 뮐루즈, 엑셀시오르 루베, 메스, 그리고 피베는 프로 구단 전향을 수락했다. 마르세유, 이예르, 몽펠리에, 님, 칸, 앙티브, 그리고 니스는 프로 전향을 적극적으로 찬성했고, 논쟁 없이 바로 프로 구단으로 전향했다.

### 정착
| 시즌                                                         | 우승        |
| ------------------------------------------------------------ | ----------- |
| 1932–33                                                      | 리유와      |
| 1933–34                                                      | 세트        |
| 1934–35                                                      | 소쇼        |
| 1935–36                                                      | 라싱 프랑스 |
| 1936–37                                                      | 마르세유    |
| 1937–38                                                      | 소쇼        |
| 1938–39                                                      | 세트        |
| 프랑스 리그 우승 구단 문서에 이 부분의 추가 정보가 있습니다. |             |

프로 전용 리그의 출범 원년에 리그명은 나시오날(National, 전국 리그)로 불렸고, 1932-33 시즌에 진행되었다. 나시오날 원년 리그 참가 20개 구단은 앙티브, 파리-샤랑통, 칸, 클뤼브 프랑세, 엑셀시오르 루베, 피베, 이에르, 마르세유, 메스, 뮐루즈, 니스, 님, 알레스, 리유와, 라싱 프랑스, 레드 스타, 렌, 소쇼, 세트, 그리고 몽펠리에였다.
20개 구단은 2개조 10개 구단으로 나뉘어 리그를 치렀고, 각 리그의 최하위 3개 구단이 디비시옹 2로 떨어졌다. 각 조의 상위 2개 구단은 중립 구장에서 결선을 펼쳤는데, 이후 이브 뒤 마누아르에서 진행되었다. 첫 결선 경기는 1933년 5월 14일에 A조 1위인 리유와와 B조 2위인 칸 간의 경기였다. B조 1위를 차지한 앙티브는 결선에 참가할 예정이었으나, 프랑스 프로 축구 연맹이 심판 매수 의혹으로 퇴출시켰다. 초대 결선에서 리유와는 4-3 승리를 거두고 초대 우승 구단으로 이름을 올렸다. 시즌 종료 후, 리그 사무국은 14개 구단으로 그대로 1933-34 시즌에 진행하고, 2부 리그 승격 구단을 합류시키지 않기로 결정했다. 1934-35 시즌에 리그에 정식적으로 승강제가 도입되었고, 참가 구단 수도 16개로 늘어났다. 16개 구단이 참가하는 리그 체제는 1938-39 시즌까지 이어졌다.
제2차 세계 대전의 발발로, 프랑스 정부와 프랑스 프로축구연맹은 축구를 중단했으나, 소속 회원 구단들은 지역 리그에서 축구를 계속했다. 소위 "난중 대회"에서 비시 정권에 프로 리그가 폐지되고, 리그가 존 쉬(Zone Sud, 남부 권역 대회)와 존 노르(Zone Nord, 북부 권역 대회)로 쪼개졌다. 두 리그를 주관하지 않은 프랑스 프로축구연맹(LFP)과 프랑스 축구 연맹(FFF)는 당시 기록을 인정하지 않았고, 1939년부터 1945년까지의 기록은 없는 것이 되었다. 종전 및 프랑스 수복에 따라 프랑스의 프로 축구가 재개되었다. 1부 리그 참가 구단 수는 18개로 증가했다. 참가 구단 수는 1965-66 시즌 전까지 유지되었는데, 이후 참가 구단 수가 20개로 늘어났다. 2002년, 리그 공식 명칭은 디비시옹 1(Division 1, 1부 리그)에서 리그 1(Ligue 1, 제1 리그)로 개칭했다.

## 참가 구단 수 변동
- 20개 구단: 1932–33
- 14개 구단: 1933–34
- 16개 구단: 1934–1939
- 18개 구단: 1945–46
- 20개 구단: 1946–47
- 18개 구단: 1947–1958
- 20개 구단: 1958–1963
- 18개 구단: 1963–1965
- 20개 구단: 1965–1968
- 18개 구단: 1968–1970
- 20개 구단: 1970–1997
- 18개 구단: 1997–2002
- 20개 구단: 2002–2023
- 18개 구단: 2023–현재

## 대회 형식
리그 1에 18개 구단이 참가한다. 대체로 8월부터 5월까지 진행되는 시즌 동안 각 구단은 다른 구단과 각각 2번씩 맞붙는데, 한 번은 안방에서, 그리고 다른 한 번은 상대 안방에서 치르며, 총 34라운드의 경기를 치르며, 예외적으로 2007년과 2008년에 릴이 리옹과의 안방 경기를 스타드 드 프랑스에서 치른 사례와 같이 중립 구장에서 치른 적도 있었다. 구단은 승리로 승점 3점을, 무승부로 1점을 추가할 수 있다. 단 패할 경우 승점을 추가할 수 없다. 둘 이상의 구단이 승점으로 동률을 이룰 경우, 순위는 골득실과 다득점 순으로 순위를 결정한다. 시즌이 끝나고서, 가장 많은 승점을 쌓은 구단이 정상에 오른다. 승점이 동률일 경우, 골득실차와, 다득점으로 우승 구단을 결정한다. 그런 경우에도 동률이라면, 순위는 동일하다. 단 우승이나 주요 대회 진출, 그리고 강등 구단이 위 조건에서 모두 동률이라면 중립 구장에서의 경기를 통해 순위를 결정했다. 2015-16 시즌을 기점으로 강등되는 구단 수는 2개로 변동되었고, 이 두 구단의 공백을 채우기 위해 리그 2의 상위 2개 구단이 승격되었는데, 이후 결정이 번복되어 기존의 3개 구단 강등, 3개 구단 승격으로 규정이 환원되었다. 다만, 2016-17 시즌부터 리그 1의 18위와 리그 2의 3위 구단이 안방과 원정에서 맞대결을 펼쳐 승강여부를 결정했고, 리그 2 구단이 1차전을 안방에서 치렀다.
그에 앞서 리그의 승강제 형식은 몇 차례 변화를 거듭했다. 1995년까지, 리그에서 강등되는 구단은 최하위 2개 구단이고, 뒤에서 3번째 구단과 2부 리그 3위 구단이 플레이오프전으로 차기 시즌에 참가할 마지막 구단을 결정했는데, 이 규정은 네덜란드 에레디비시와 독일 분데스리가와 동일했다. 리그는 "보너스" 규정을 실험하기도 했다. 1973년부터 1976년까지 도입된 규정에 따라 3골 이상 득점할 경우 경기 결과와 무관하게 승점 1점을 추가할 수 있었는데, 이는 공격 축구를 독려하기 위한 조치였다. 이 실험은 소득 없이 끝났다. 2006-07 시즌부터 공격 축구 순위표를 도입해 리그 1과 리그 2의 다득점 경기를 부축였다. 프랑스 프로축구연맹은 전직 감독일 미셸 이달고의 자문에 따라 더 많은 득점을 올린 구단에 보상을 주기 위해 도입되었다. 이 순위표는 이전 보너스 규정과 유사하지만, 공식 리그 순위표와 별개였고, 보상은 금전적인 지원으로 한정되었다.
2021년 6월, 프랑스 프로축구연맹은 압도적인 찬성표에 따라 리그 1의 참가 구단 수를 2023-24 시즌에 18개 구단으로 줄이기로 결정했고, 2022-23 시즌 끝에 4개 구단을 강등시키고 리그 2의 2개 구단을 올리기로 결정했다.

### 유럽대항전 진출권
UEFA 계수에 따라 2023-24 시즌 국내 리그 성적을 기점으로 2024-25 유럽 시즌부터, 리그 1의 상위 4개 구단이 챔피언스리그 진출권을 획득할 수 있는데, 상위 3개 구단은 리그 단계로 직행한다. 4위 구단은 3차 예선부터 대회에 참가한다. 쿠프 드 프랑스 우승팀과 5위 구단은 유로파리그 진출권을 얻을 수 있다. 6위 구단은 컨퍼런스리그 플레이오프 진출권을 얻을 수 있다. 쿠프 드 프랑스 우승팀이 리그 1에서 상위 5~6위 이내 성적을 기록하면, 리그 6위팀과 7위팀이 순서대로 유로파리그와 컨퍼런스리그 진출권을 승계한다.

## 참가 구단
1932-33 시즌 리그가 출범한 이래 2021-22 시즌까지 총 74개 구단이 리그 1에 참가했다. 현재 리그 1의 원년 참가 구단들 중 마르세유, 몽펠리에, 니스, 그리고 렌만이 리그 1에 속해 있다. 파리 생제르맹은 리그 1에서 강등당한 적이 없는 유일한 구단이다. 파리 생제르맹은 1974-75 시즌에 처음 1부 리그로 올라가 단 한 번도 리그 2로 떨어진 적이 없다. 파리 생제르맹은 1972년에 파리에서 독립하면서 행정적 강등을 당했지만, 2년 만에 1부 리그에 복귀했다.
국제 대회에 단골로 등장하는 리그 1 구단으로는 파리 생제르맹, 마르세유, 리옹, 모나코, 릴이 있다.

### 2024-25 시즌 참가 구단
다음 18개 구단인 2024-25 시즌 리그 1에 참가한다.
| 구단          | 전 시즌 성적         | 1부 리그 첫 시즌 | 리그 1 참가 시즌 수 | 가장 최근의 1부 리그 합류 시즌 | 가장 최근의 리그 1 합류 후 시즌 수 | 리그 1 우승 횟수 | 리그 1 최근 우승 |
| ------------- | -------------------- | ---------------- | ------------------- | ------------------------------ | ---------------------------------- | ---------------- | ---------------- |
| 앙제          | 2부 2위              | 1956–57          | 31                  | 2024–25                        | 8                                  | 0                | —                |
| 오세르        | 2부 1위              | 1980–81          | 33                  | 2024–25                        | 1                                  | 1                | 1995–96          |
| 브레스트      | 3위                  | 1979–80          | 17                  | 2019–20                        | 4                                  | 0                | —                |
| 르아브르      | 15위                 | 1937–38          | 61                  | 2020–21                        | 3                                  | 1                | 1997–98          |
| 랑스          | 7위                  | 1937–38          | 61                  | 2020–21                        | 3                                  | 1                | 1997–98          |
| 릴            | 4위                  | 1945–46          | 63                  | 2000–01                        | 23                                 | 4                | 2020–21          |
| 리옹          | 6위                  | 1945–46          | 65                  | 1989–90                        | 34                                 | 7                | 2007–08          |
| 마르세유      | 8위                  | 1932–33          | 73                  | 1996–97                        | 27                                 | 9                | 2009–10          |
| 모나코        | 2위                  | 1953–54          | 64                  | 2013–14                        | 10                                 | 8                | 2016–17          |
| 몽펠리에      | 12위                 | 1932–33          | 41                  | 2009–10                        | 14                                 | 1                | 2011–12          |
| 낭트          | 14위                 | 1963–64          | 55                  | 2013–14                        | 10                                 | 8                | 2000–01          |
| 니스          | 5위                  | 1932–33          | 64                  | 2002–03                        | 21                                 | 4                | 1958–59          |
| 파리 생제르맹 | 1위우승              | 1971–72          | 50                  | 1974–75                        | 49                                 | 10               | 2021–22          |
| 스타드 랭스   | 9위                  | 1945–46          | 38                  | 2018–19                        | 5                                  | 6                | 1961–62          |
| 렌            | 10위                 | 1932–33          | 66                  | 1994–95                        | 29                                 | 0                | —                |
| 생테티엔      | 2부 3위(승강PO 승리) | 1956–57          | 31                  | 2024–25                        | 8                                  | 0                | —                |
| 스트라스부르  | 13위                 | 1934–35          | 62                  | 2017–18                        | 6                                  | 1                | 1978–79          |
| 툴루즈        | 11위                 | 1982–83          | 33                  | 2022–23                        | 1                                  | 0                | —                |

## 재정
리그 1 구단의 재정 및 예산은 국가 감사관리관(Direction Nationale du Contrôle de Gestion, DNCG)가 관리하는데, 프랑스의 모든 프로 축구단 계정은 감사의 대상이다. 재정감사원은 1984년에 프랑스 프로축구연맹의 감사부로 설립되었다. DNCG가 담당한 업무는 LFP 소속의 44개 구단의 감사를 관리하는 것으로, 프로 축구단의 재원을 밝히고, 재정 관리 규정을 위반한 구단에 제제를 가하며, 프랑스 축구 전반의 윤리 및 관심사를 관리하는 것이다.
DNCG의 보고에 따르면, 리그 1 구단들의 예산은 2005-06 시즌에 €910M으로 책정된 것으로 발표되었는데, 2002-03 시즌과 비교해보면 39%가 증가한 수치였다. 예산 증액의 요인으로 정기적인 텔레비전 중계권 재계약과 연관이 있었다. 파리 생제르맹 정도를 제외하면, 대부분의 1부 리그 구단의 재정건전성은 우수한 편으로, 오세르, 보르도, 릴, 그리고 리옹은 "완벽에 가까운 재정관리"를 한 것으로 평가되었다. 그러나 DNCG는 LFP 소속 구단이 2008년부터 2011년까지 도합 €130M의 적자를 기록한 것으로 확인하자, 이후 "치솟는 급여와 부채의 규모" 확대를 막도록 장려했다. 2012년, LFP 구단은 적자폭이 €130M에서 그 절반인 €65M으로 줄어든 것으로 발표되었다. 리그 1의 구단이 벌어들이는 수익은 2006-07 시즌 기준으로 £0.5M이며, 잉글랜드, 이탈리아, 스페인, 그리고 독일에 이어 5번째로 높다.
세계 축구계에 명함을 낼 정도로 축구 활동으로 매출을 올리며 딜로이트 풋볼 머니 리그 순위에도 오르는 부유한 구단으로는 리옹과 마르세유가 있다. 2008-09 시즌 기준으로, 리옹은 €139.6M의 수익을 벌어들여 13위에 올랐고, 마르세유도 €133.2M으로 바로 한 단계 아래인 14위에 올랐다.
2016년, 파리 생제르맹만이 딜로이트 풋볼 머니 리그 상위 30개 구단에 올랐다.(4위) 2017년부터 2020년까지, 파리 생제르맹(5위~7위)과 리옹(17위~28위)이 상위 30개 구단에 이름을 올렸다.

## 우승

### 구단별 기록
굵은 글씨는 2024-25 시즌 참가 구단을 의미한다.
| 구단          | 우승 | 준우승 | 우승 연도 |
| ------------- | ---- | ------ | --- |
| 파리 생제르맹 | 13   | 9      | 1985–86, 1993–94, 2012–13, 2013–14, 2014–15, 2015–16, 2017–18, 2018–19, 2019–20, 2021–22, 2022–23, 2023-24, 2024-25 |
| 생테티엔      | 10   | 3      | 1956–57, 1963–64, 1966–67, 1967–68, 1968–69, 1969–70, 1973–74, 1974–75, 1975–76, 1980–81                            |
| 마르세유      | 9    | 12     | 1936–37, 1947–48, 1970–71, 1971–72, 1988–89, 1989–90, 1990–91, 1991–92, 2009–10                                     |
| 모나코        | 8    | 7      | 1960–61, 1962–63, 1977–78, 1981–82, 1987–88, 1996–97, 1999–2000, 2016–17                                            |
| 낭트          | 8    | 7      | 1964–65, 1965–66, 1972–73, 1976–77, 1979–80, 1982–83, 1994–95, 2000–01                                              |
| 리옹          | 7    | 5      | 2001–02, 2002–03, 2003–04, 2004–05, 2005–06, 2006–07, 2007–08                                                       |
| 보르도        | 6    | 9      | 1949–50, 1983–84, 1984–85, 1986–87, 1998–99, 2008–09                                                                |
| 스타드 랭스   | 6    | 3      | 1948–49, 1952–53, 1954–55, 1957–58, 1959–60, 1961–62                                                                |
| 릴            | 4    | 6      | 1945–46, 1953–54, 2010–11, 2020–21                                                                                  |
| 니스          | 4    | 3      | 1950–51, 1951–52, 1955–56, 1958–59                                                                                  |
| 소쇼          | 2    | 3      | 1934–35, 1937–38 |
| 세트          | 2    | –      | 1933–34, 1938–39 |
| 랑스          | 1    | 5      | 1997–98 |
| 라싱 파리     | 1    | 2      | 1935–36 |
| 리유와        | 1    | 1      | 1932–33 |
| 스트라스부르  | 1    | 1      | 1978–79 |
| 루베-투르쿠앵 | 1    | –      | 1946–47 |
| 오세르        | 1    | –      | 1995–96 |
| 몽펠리에      | 1    | –      | 2011–12 |
| 님            | –    | 4      | – |
| 칸            | –    | 1      | – |
| 피베          | –    | 1      | – |
| 툴루즈(舊)    | –    | 1      | – |
| 메스          | –    | 1      | – |

주석
1. 1 2  릴의 통합 전 전신 구단

## 기록

### 출장
| 순위 | 선수                | 활동기간  | 구단                                      | 출장 횟수 |
| ---- | ------------------- | --------- | ----------------------------------------- | --------- |
| 1    | 미카엘 랑드로       | 1997–2014 | 낭트, 파리 생제르맹, 릴, 바스티아         | 618       |
| 2    | 장-뤼크 에토리      | 1975–1994 | 모나코                                    | 602       |
| 3    | 도미니크 드로프시   | 1971–1989 | 발랑시엔, 스트라스부르, 보르도            | 596       |
| 4    | 도미니크 바라텔리   | 1967–1985 | 아작시오, 니스, 파리 생제르맹             | 593       |
| 5    | 알랭 지레스         | 1970–1988 | 보르도, 마르세유                          | 586       |
| 6    | 실뱅 카스탕되슈     | 1982–2001 | 메스, 생테티엔, 툴루즈                    | 577       |
| 7    | 파트리크 바티스통   | 1973–1991 | 보르도, 메스, 생테티엔, 모나코            | 558       |
| 8    | 자키 노비           | 1964–1980 | 마르세유, 님, 파리 생제르맹, 스트라스부르 | 545       |
| 9    | 로제 마르슈         | 1944–1962 | 랭스, 라싱 파리                           | 542       |
| 10   | 장-폴 베르트랑-드만 | 1969–1988 | 낭트                                      | 532       |

주석
1. ↑  해당 선수가 활약한 리그 1 구단 한정

### 득점
| 순위 | 선수            | 활동기간  | 구단                                     | 득점 횟수 | 출장 횟수 | 득점률 |
| ---- | --------------- | --------- | ---------------------------------------- | --------- | --------- | ------ |
| 1    | 델리오 온니스   | 1972–1986 | 모나코, 스타드 랭스, 투르, 툴롱          | 299       | 449       | 0.67   |
| 2    | 베르나르 라콩브 | 1969–1987 | 리옹, 생테티엔, 보르도                   | 255       | 497       | 0.51   |
| 3    | 에르베 르베이   | 1965–1978 | 생테티엔, 니스                           | 216       | 389       | 0.56   |
| 4    | 로제 쿠르투아   | 1932–1956 | 소쇼, 트루아                             | 210       | 288       | 0.73   |
| 5    | 타데 시소우스키 | 1947–1961 | 메스, 라싱 파리, 발랑시엔                | 206       | 286       | 0.72   |
| 6    | 로제 피앙토니   | 1950–1966 | 낭시 (FC), 랭스, 니스                    | 203       | 394       | 0.52   |
| 7    | 조세프 우일라키 | 1947–1964 | 스타드 프랑세, 세트, 님, 니스, 라싱 파리 | 190       | 438       | 0.43   |
| 8    | 플뢰리 디 나요  | 1960–1975 | 리옹, 레드 스타                          | 187       | 425       | 0.44   |
| 9    | 카를로스 비안치 | 1973–1980 | 랭스, 파리 생제르맹, 스트라스부르        | 179       | 220       | 0.81   |
| 9    | 군나르 안데르손 | 1950–1960 | 마르세유, 보르도                         | 179       | 234       | 0.76   |

주석
1. ↑  해당 선수가 리그 1 구단 소속으로 기록한 득점 한정

## 중계권
프랑스 국내에서 리그 1을 중계하는 매체는 카날+와 아마존 프라임이다.
이전에 프랑스 프로축구연맹은 국내 중계를 프리미엄 유로 채널인 카날+와 비인 스포츠와 독점 계약을 맺었었다. 후자 방송사는 카타르에 근거를 둔 알 자지라의 자회사이다. 2011년 6월 23일에 맺은 알 자지라와의 합의를 통해, LFP는 €510M을 4년 동안 받게 되었다. 합의 발표에 따라, 카날+는 4종의 중계 계약을 얻은 것으로 확인되었고, 비인 스포츠도 2종의 중계 계약권을 확보한 것으로 확인되었다.
2018년, 미디어프로는 2020-21 시즌부터 2024년까지 유효한 4개의 LFP 중계권 계약 중 3개를 확보해, 카날+를 대부분 대체하게 되었다. 비인 스포츠는 "3종 계약"을 연장하여, 매 주 토요일 밤과 일요일 오후 경기 중계를 하게 되었다. 미디어프로는 이 중계권 계약을 연장할 것으로 예상되었다. 비인스포츠는 이후 카날+와 위의 중계권 계약을 맺었다. 2020년 6월, 미디어프로는 TF1과의 제휴 계약으로 새 채널명을 동명의 축구 프로그램명을 따 텔레푸트로 명명했다. 제휴 계약에 따라, 텔레푸트는 TF1의 선수와 자원을 발굴하고, 그레구아르 마르조통과 비상트 리자라쥐가 매 시즌 20경기 이상을 중계하게 되었다.
코로나-19의 확산으로 재정적으로 직격탄을 맞아 계약 재협상을 노리던 미디어프로는 2020년 10월에 중계권료 부담 권한을 갖게 되었다. 아르노 루제 LFP CEO는 2020년 10월에 미디어프로와의 합의가 불발될 경우 새 중계권 계약을 맺어야 한다고 주장했다. 2020년 12월, 미디어프로가 두 차례 LFP의 중계권료를 체불분을 보전하는 과정에 텔레푸트를 폐지할 계획을 세운 것으로 밝혀졌다. 2021년 2월, 카날+는 중도 계약으로 시즌 말까지 미디어프로의 계약에 합의를 보았고, 이후 리그 2를 비인 스포츠에 하청하였다. 텔레푸트는 2021년 2월 8일에 폐지되었다.
2021년 6월, 카날+와 아마존 프라임이 리그 1 중계권을 획득했다.

## 수상

### 트로피
현 리그 1의 우승 트로피 명칭은 렉사골(프랑스어: L'Hexagoal, 육각골)로 파블로 레이노소가 프랑스 프로축구연맹의 요청에 따라 설계 제작을 맡았다. 이 우승 트로피는 2006-07 시즌부터 리그를 우승한 구단이 들어올렸으며, 종전에 5년 동안 사용된 트로피를 대체했다. 엑사골의 명칭은 LFP와 TF1 프랑스 텔레비전 채널의 명칭 공모를 통해 결정되었다. 9,000명이 응모했고, 2007년 5월 20일에 프랑스 축구 연맹의 프레데리크 티리에가 인터넷 투표를 통해 엑사골이 절반에 가까운 최다 득표로 결정되었다고 발표했다. 이 트로피를 가장 먼저 들어올린 구단은 리옹으로 2007-08 시즌 우승 후 들어올렸다.

### 월간 및 연간 수상
우승컵의 도입 외에도 리그 1의 개인상 수상도 결정되었는데, 리그 1은 매월 이달의 선수를 밝혔다. 시즌 후, UNFP 시상식을 통해 리그 1과 리그 2 올해의 선수, 올해의 감독, 올해의 신인 선수를 발표했다.

## 중계권에 따른 명칭
- 리그 1 오랑주 (2002–2008)
- 리그 1 콩포라마 (2017–2020)
- 리그 1 우버 이츠 (2020–2024)
- 리그 1 맥도날드 (2024–현재)

## 같이 보기
- 프랑스의 축구 기록
- 프랑스의 축구단 목록
- 리그 1의 외국인 축구 선수 목록
- 리그 1의 중계 방송사 목록

## 참조
1. ↑  프랑스어: liɡ œ̃; "리그 욍", 파리 방언으로 "리그 앙